# マインツ・アスレチックス
マインツ・アスレチックス（Mainz Athletics）は、野球ブンデスリーガに所属するドイツのプロ野球チーム。南地区ではレーゲンスブルク・レギオネーレと並ぶ強豪として知られている。

## 歴史
1988年、「マインツ・アスレチックス」として創設。
2007年、シーズンを2位で終了したが、リーグチャンピオンシップの決勝でレーゲンスブルク・レギオネーレを破りチーム初のリーグ優勝を果たした。

## 所属選手

### 1軍ロースター
| 投手 - 15 ニクラス・ベトガー (Niklas Böttger)(外野兼任) - 7 クリスティアン・デッカー (Christian Decher) - 19 マルセル・フェルスマン (Marcel Felsmann)(内野兼任) - 21 パトリック・ホーゲン (Patrick Haugen)(内野兼任) - 10 ティモシー・コトウスキ (Timothy Kotowski)(捕手兼任) - 34 マヌエル・メラー (Manuel Möller) - 27 パスカル・ラープ (Pascal Raab) 捕手 - 8 ケビン・コトウスキ (en:Kevin Kotowski)(外野兼任) | 投手 - 15 ニクラス・ベトガー (Niklas Böttger)(外野兼任) - 7 クリスティアン・デッカー (Christian Decher) - 19 マルセル・フェルスマン (Marcel Felsmann)(内野兼任) - 21 パトリック・ホーゲン (Patrick Haugen)(内野兼任) - 10 ティモシー・コトウスキ (Timothy Kotowski)(捕手兼任) - 34 マヌエル・メラー (Manuel Möller) - 27 パスカル・ラープ (Pascal Raab) 捕手 - 8 ケビン・コトウスキ (en:Kevin Kotowski)(外野兼任) | 内野手 - 23 マックス・ボルト (Max Boldt)(投手兼任) - 40 トビアス・ククツラバ (Tobias Kuczulaba) - 11 マルセル・ラープ (Marcel Raab)(外野兼任) - 3 ティム・スタールマン (Tim Stahlmann) - 1 レナード・ストックリン (Lennard Stöcklin)(捕手投手兼任 - 2 ラーズ・スツァメイトプロイス (Lars Szameitpreuss)(投手兼任) - 22 ニコラス・ヴァイヒェルト (Nicolas Weichert) 外野手 - 76 マーティン・マトラスキ (Martin Matlacki) - 6 パトリック・ルンケル (Patrick Runkel) - 35 ユリウス・スパン (Julius Spann) | 内野手 - 23 マックス・ボルト (Max Boldt)(投手兼任) - 40 トビアス・ククツラバ (Tobias Kuczulaba) - 11 マルセル・ラープ (Marcel Raab)(外野兼任) - 3 ティム・スタールマン (Tim Stahlmann) - 1 レナード・ストックリン (Lennard Stöcklin)(捕手投手兼任 - 2 ラーズ・スツァメイトプロイス (Lars Szameitpreuss)(投手兼任) - 22 ニコラス・ヴァイヒェルト (Nicolas Weichert) 外野手 - 76 マーティン・マトラスキ (Martin Matlacki) - 6 パトリック・ルンケル (Patrick Runkel) - 35 ユリウス・スパン (Julius Spann) |
| 2013年8月25日更新 [公式サイト(ドイツ語)より：ロースター] | | | |

### 2軍ロースター
| 投手 - 15 ニクラス・ベトガー (Niklas Böttger)(外野兼任) - 33 ベン・ブリッグス (Ben Briggs) - 88 ダニエル・クライン (Daniel Klein) - 10 ティモシー・コトウスキ (Timothy Kotowski)(捕手兼任) - 16 ユリウス・ライテマイヤー (Julius Reitemeier) - 27 パスカル・ラープ (Pascal Raab) - 6 パトリック・ルンケル (Patrick Runkel)(外野兼任) - 1 レナード・ストックリン (Lennard Stöcklin)(内野兼任) 捕手 - -- ルーカス・ターンワルド (Lucas Turnwald)(外野兼任) | 投手 - 15 ニクラス・ベトガー (Niklas Böttger)(外野兼任) - 33 ベン・ブリッグス (Ben Briggs) - 88 ダニエル・クライン (Daniel Klein) - 10 ティモシー・コトウスキ (Timothy Kotowski)(捕手兼任) - 16 ユリウス・ライテマイヤー (Julius Reitemeier) - 27 パスカル・ラープ (Pascal Raab) - 6 パトリック・ルンケル (Patrick Runkel)(外野兼任) - 1 レナード・ストックリン (Lennard Stöcklin)(内野兼任) 捕手 - -- ルーカス・ターンワルド (Lucas Turnwald)(外野兼任) | 内野手 - 19 マルセル・フェルスマン (Marcel Felsmann) - 40 トビアス・ククツラバ (Tobias Kuczulaba) - 32 ヴィンセント・ライテマイヤー (Vincent Reitemeier)(捕手兼任) - 11 マルセル・ラープ (Marcel Rabb) - 2 ラーズ・スツァメイトプロイス (Lars Szameitpreuss) - 22 ニコラス・ヴァイヒェルト (Nicolas Weichert) 外野手 - 92 ルイス・アンブリーズ (Luis Ambriz) - 12 カルステン・ホダップ (Carsten Hodapp) - 25 ユリアン・マース (Julian Marth) - 36 トビアス・レッテル (Tobias Rettel)(捕手兼任) - 47 マックス・スタールマン (Max Stahlmann)(投手兼任) | 内野手 - 19 マルセル・フェルスマン (Marcel Felsmann) - 40 トビアス・ククツラバ (Tobias Kuczulaba) - 32 ヴィンセント・ライテマイヤー (Vincent Reitemeier)(捕手兼任) - 11 マルセル・ラープ (Marcel Rabb) - 2 ラーズ・スツァメイトプロイス (Lars Szameitpreuss) - 22 ニコラス・ヴァイヒェルト (Nicolas Weichert) 外野手 - 92 ルイス・アンブリーズ (Luis Ambriz) - 12 カルステン・ホダップ (Carsten Hodapp) - 25 ユリアン・マース (Julian Marth) - 36 トビアス・レッテル (Tobias Rettel)(捕手兼任) - 47 マックス・スタールマン (Max Stahlmann)(投手兼任) |
| 2013年8月25日更新 [公式サイト(ドイツ語)より：ロースター] | | | |

## 主な過去所属選手
- 宮城敬吾（2007,2011）